# École anglaise de miniature
L'école anglaise de miniature s'est principalement centrée sur les miniatures de portraits.

## DuXVeauXVIIIesiècle

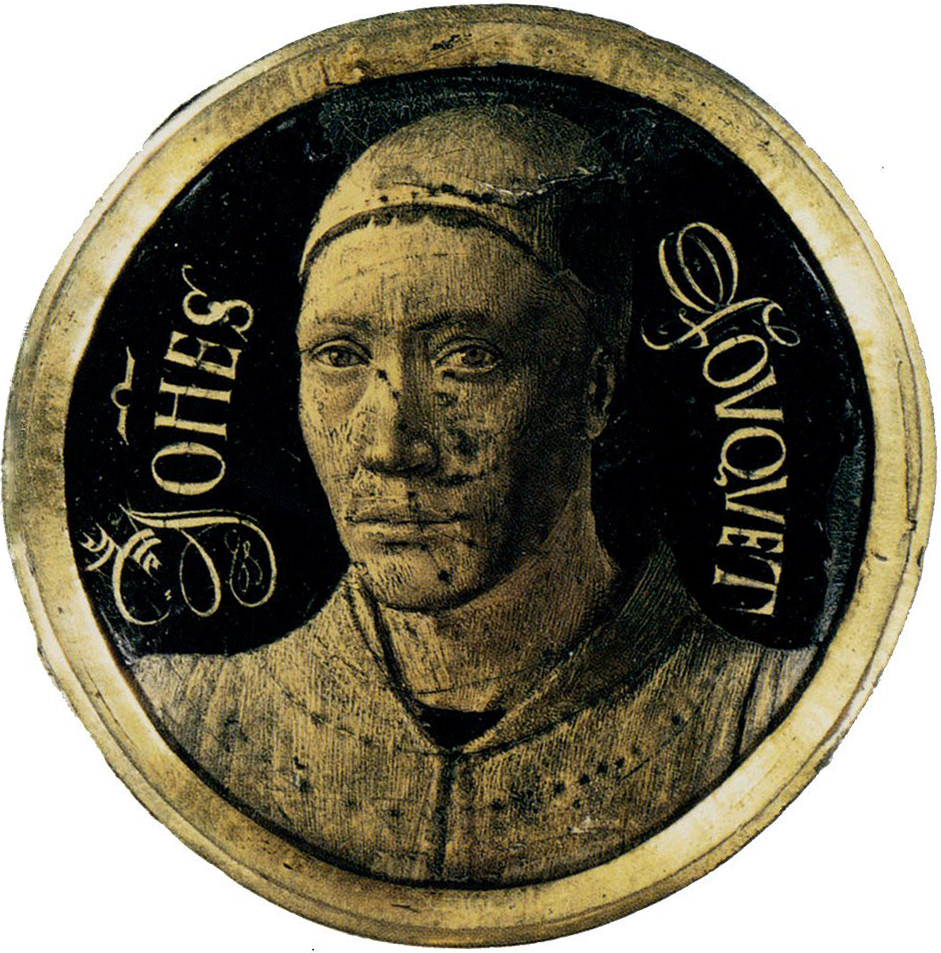
Jean Fouquet, autoportrait, extrait du cadre du Diptyque de Melun (vers 1452-1456)

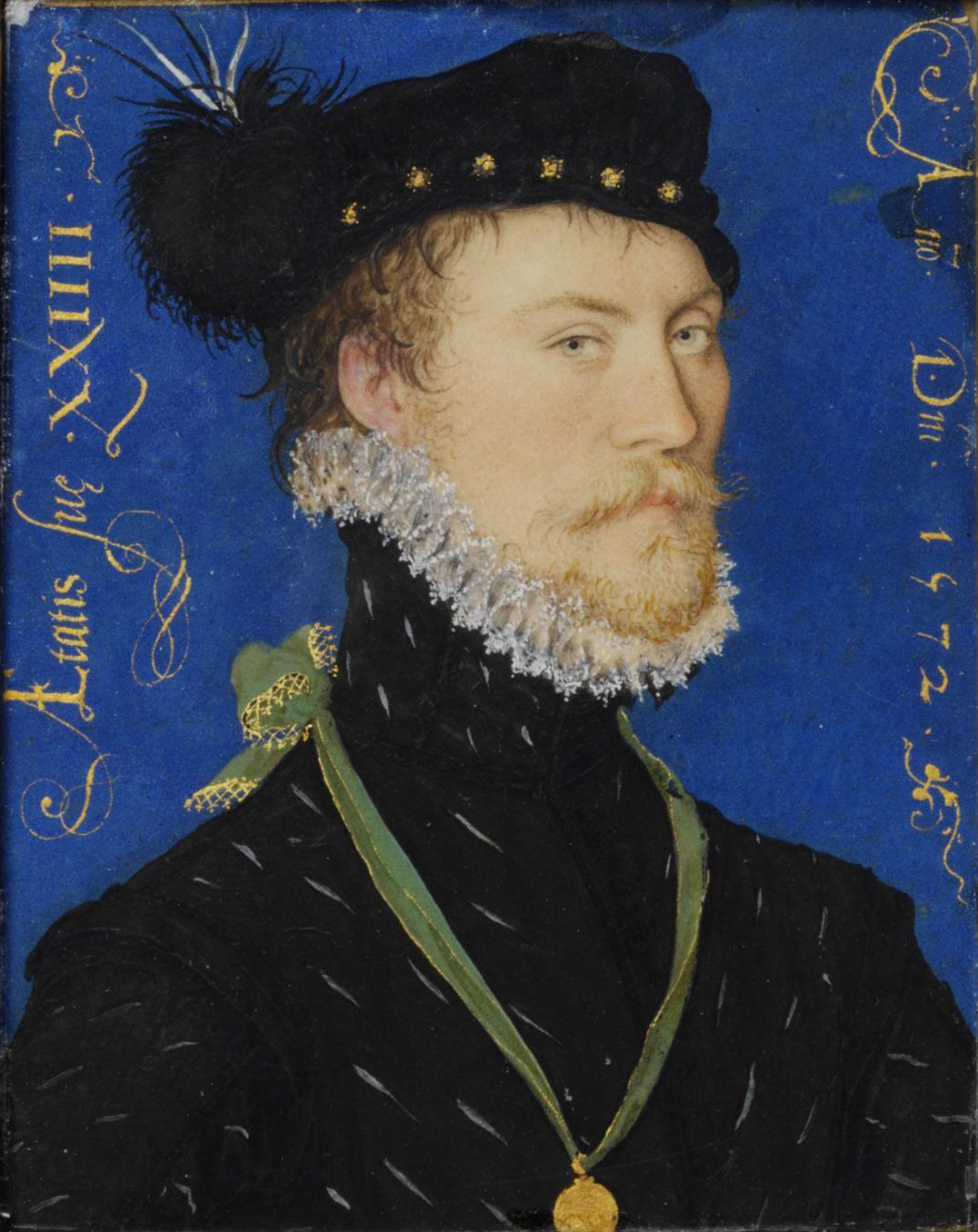
Portrait d'un inconnu, Nicholas Hilliard, 1572

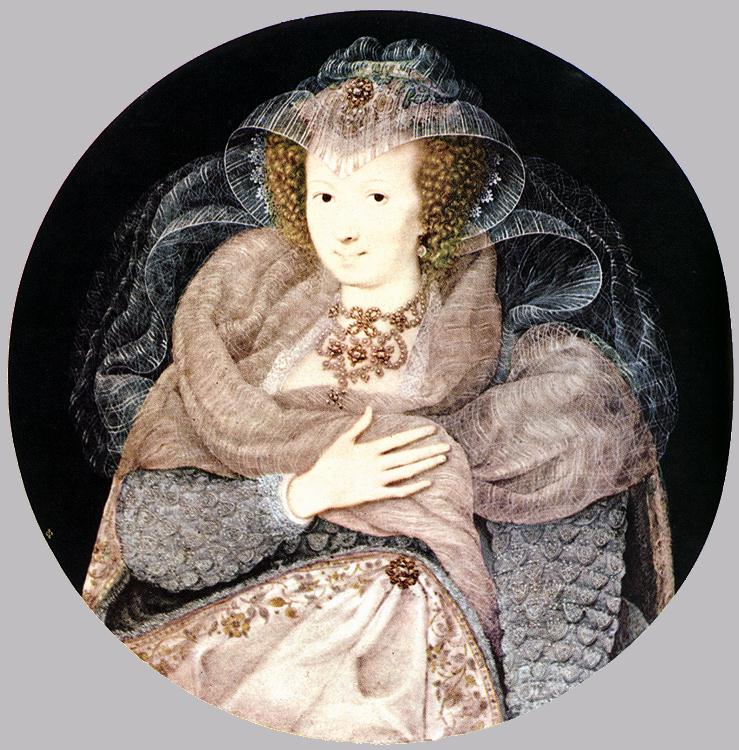
Portrait, Isaac Oliver

Le portrait en miniature succède à l'enluminure, fortement concurrencée dans le domaine de l'édition par des techniques comme la gravure et l'imprimerie. Les plus anciens peintres miniaturistes furent des artistes comme Jean Fouquet dont il existe un Autoportrait daté de 1450, et Simon Bening, dont la fille, Levina Teerlinc, peignit presque exclusivement des portraits miniatures à la cour d'Angleterre, où elle prit la succession d'Hans Holbein le jeune, lui-même auteur de plusieurs miniatures. Lucas Horenbout fut un autre miniaturiste des Pays-Bas actif à la cour d'Henri VIII d'Angleterre.   
Le plus célèbre des miniaturistes d'origine anglaise fut Nicholas Hilliard (vers 1537–1619), dont le style était assez conservateur mais exprimait avec sensibilité la personnalité de son modèle; ses œuvres les plus célèbres sont d'une facture très soignée. Les couleurs sont opaques, avec des rehauts à la peinture dorée; les œuvres sont exécutées sur des cartes à jouer; la plupart sont signées et portent une devise en latin. Son fils Lawrence (mort en 1640) lui succéda. Sa technique est proche de celle de son père mais plus assurée et sa palette est plus riche en couleurs.
Isaac Oliver et son fils Peter Oliver succédèrent à Hilliard dont Isaac (c. 1560–1617) avait été l'élève. Peter (1594–1647) se forma auprès de son père. Les deux hommes furent les premiers à donner du modelé aux visages de leurs modèles. Ils signèrent leurs plus beaux portraits d'un monogramme ; leur catalogue comporte non seulement des portraits de très petite taille mais également des œuvres mesurant jusqu'à 250 mm × 230 mm. Ils réalisèrent notamment une série de copies en miniature d'après des toiles de grands maîtres appartenant à la collection de Charles Ier d'Angleterre. 
D'autres miniaturistes de l'époque furent Balthazar Gerbier, George Jamesone, Penelope Cleyn et ses frères. John Hoskins (mort en 1664) eut pour successeur un fils du même nom, actif en 1700 comme l'atteste une miniature de sa main conservée au musée John Pierpont Morgan et représentant James FitzJames, premier duc de Berwick.
Samuel Cooper (1609–1672), neveu et élève d'Hoskins père, est souvent considéré comme le plus éminent miniaturiste anglais.  Il passa une partie de sa carrière à Paris et en Hollande, mais sa biographie est très lacunaire. Ses portraits de personnalités puritaines de son temps sont remarquables pour leur réalisme et leur vigueur. Il peignait au dos de cartes à jouer, sur des peaux de poulet et du vélin. On possède également deux portraits sur os de mouton, la peinture sur ivoire n'existant pas encore à son époque. Ses œuvres sont souvent signées de ses initiales et datées, généralement à la peinture d'or.
De cette époque datent également Alexander Cooper (mort en 1660), qui exécuta une série de portraits des enfants du roi et de la reine de Bohême ; David des Granges (1611–1675); Richard Gibson (1615–1690) et sa fille, Susannah-Penelope Rosse, disciple de Samuel Cooper, ainsi que Charles Beale et Mary Beale. La génération suivante vit s'épanouir le talent de Lawrence Crosse (mort en 1724), Gervase Spencer (mort en 1763), Bernard Lens, Nathaniel Hone et  Jeremiah Meyer, ces deux derniers étant également connus pour leur rôle dans la fondation de la Royal Academy. Il ne faut pas oublier les artistes travaillant à la mine de plomb, notamment David Loggan, William Faithorne, White, Thomas Forster et John Faber. Leurs dessins sur papier ou vélin sont d'une très grande finesse dans le détail.

## DuXVIIIeauXIXesiècle
Le  XVIIIe siècle compta un grand nombre de miniaturistes, dont Richard Cosway (1742–1821) demeure le plus connu. Ses œuvres sont d'une grande qualité, exécutées avec un panache et un éclat rarement égalés. Il produisit le meilleur de son œuvre vers 1799. Ses portraits sont peints sur ivoire, parfois sur papier ou vélin, et il produisit de nombreux dessins au crayon sur papier, rehaussés de légers lavis sur les mains et le visage qu'il qualifiait de "stayned drawings" (les dessins peints). Ses plus belles œuvres portant sa signature à l'envers ; il n'existe qu'une seule miniature authentique signée à l'endroit; même ses initiales figurent rarement sur l'avers de ses peintures.  
George Engleheart (1750–1829) exécuta 4.900 miniatures d'un style plus puissant et énergique que celui de Cosway ; il signait souvent E or G.E. Andrew Plimer (1763–1837) fut élève de Cosway ; avec son frère, Nathaniel Plimer, il exécuta  de charmants portraits. L'éclat des yeux, l'épaisseur des cheveux, le recours au clair-obscur et une certaine maladresse dans le dessin sont caractéristiques de l'art d'Andrew Plimer. John Smart (1741–1811) est à bien des égards le plus grand miniaturiste anglais du XVIIIe siècle. Son œuvre se distingue par sa puissance, son élégance et sa délicatesse, mais également par ses textures soyeuses, ses finitions impeccables et sa prédilection pour les arrière-plans noyés dans une ombre brune. Parmi les autres miniaturistes de l'époque il faut encore citer Ozias Humphry (1742–1810), Samuel Shelley (vers 1750–1808), qui excellait à peindre des groupes de deux personnes, William Wood, un artiste originaire du Suffolk (1768–1808), Henry Edridge (1769–1821), Richard Crosse, John Bogle et Edward Dayes.
Au XIXe siècle on peut citer John Cox Dillman Engleheart (1784-1862); Andrew Robertson (1777–1845), Sir George Beaumont, William Behnes, Thomas Frank Heaphy et Anne Mee. Sir Thomas Lawrence peignit quelques  miniatures, de même que Henry Raeburn au début de sa carrière. Mais le genre allait connaître son chant du cygne avec Sir William Ross, même si l'on doit encore quelques œuvres à Sir Edwin Henry Landseer, des miniatures de fleurs dues au pinceau de George Lance et un portrait à celui de Dante Gabriel Rossetti. La fin du siècle connut un regain d'intérêt pour la miniature, avec des artistes comme l'anglais Alyn Williams le danois Johann Waldemar von Rehling-Quistgaard, et l'australienne Bess Norris.
L'une des dernières miniaturistes sur ivoire de la Royal Miniature Society, intronisée à 19 ans, est Ena Croom-Johnson (1903-1984).